# Brachycoryna dolorosa
Brachycoryna dolorosa es un coleóptero de la familia Chrysomelidae.
Fue descrita científicamente por primera vez en 1925 por Van Dyke.